# The Green-Eyed Devil
The Green-Eyed Devil è un cortometraggio muto del 1914 diretto da James Kirkwood.

## Produzione
Il film fu prodotto dalla Reliance Film Company

## Distribuzione
Distribuito dalla Mutual Film Corporation, il film - un cortometraggio in due rulli - uscì nelle sale statunitensi il 28 febbraio 1914.